# Emilie Kiep-Altenloh
Emilie Kiep-Altenloh (1888–1985) foi uma socióloga e política alemã.

## Biografia
O doutoramento de Kiep-Altenloh, publicado em livro em 1914, foi "a primeira publicação académica sobre cinema na Alemanha".
Kiep-Altenloh era politicamente activa no Partido Democrata Alemão, defendendo a igualdade entre homens e mulheres. Os nazis proibiram o seu envolvimento na política, promovendo outras ideias relativamente à biologia e à zoologia em 1934. Ela ingressou no Institut für Umweltforschung de Jakob Johann von Uexküll, tendo mais tarde assumido o comando do Instituto e o seu trabalho de treino de cães-guia para cegos.
De 1961 a 1965 Kiep-Altenloh foi membro do Bundestag.